# Carmen Salvador
Carmen Salvador Vélez (Caracas, 17 de julio de 1953) es una artista, ilustradora y arquitecta hispanovenezolana.

## Primeros años
Creció rodeada de libros, naturaleza y animales, así como planos de arquitectura hechos a lápiz, reproducciones de Picasso, Dalí y Miró, móviles de Calder, tejidos, bordados, vestidos recién cortados, costuras y el enhebrar de agujas de las abuelas, además de la encuadernación de libros de su madre. 

## Trayectoria
Ingresó en la Facultad de Arquitectura y Urbanismo de la Universidad Central de Venezuela, donde estudió dibujo analítico en 1974 con el profesor Charles Ventrillón Hörber. En 1975, se inscribe en un curso de fotografía y revelado en la Universidad Simón Bolívar al tiempo que asiste a encuentros y seminarios en el Museo de Bellas Artes de Caracas. En 1984 su inquietud por el arte, la lleva a estudiar en paralelo en talleres libres de escultura y pintura con el maestro Víctor Valera, en la Escuela de Artes Visuales Cristóbal Rojas de Caracas. En 1987, gana el Tercer Premio en Pintura, en el Salón Picasso, con una obra figurativa de gran formato en óleo sobre tela. En 1988, en el II Salón Nacional de Fedecámaras, obtiene una beca de estudios en el Instituto de Arte Federico Brandt, donde cursa talleres de técnicas y materiales con el maestro Manuel Espinosa; en 1989, de lenguaje plástico con Juan Pedro Posani; y de pintura con Adrián Pujols, Octavio Russo y Walter Margulis. En septiembre de 1990 una de sus obras, en óleo sobre tela y de gran formato, es seleccionada para la Bienal Nacional de Artes Plásticas de Mérida. En 1991 asiste al seminario Vanguardia y Abstracción, con el filósofo español Eduardo Subirats, organizado por el Instituto de Estudios Superiores de Arte (Iesapar); y al seminario “Color”, en el Instituto de Estudios Superiores de Arte (IDEA) con el maestro Miguel Arroyo.
Su obra artística ha sido mostrada en Santiago de Chile, Buenos Aires, La Habana, Viena, París, Bruselas, Estocolmo y en varias ciudades de Venezuela. 
"Su trabajo pictórico se inserta sin dificultad dentro de la nueva abstracción, nutrida del informalismo, el cual ha constituido una tendencia apreciable del arte venezolano desde los años ochenta. Su aporte a la abstracción actual está fundamentado en la ambigüedad del espacio."  Federica Palomero, Madrid, 2013.
Su actividad en el área de la ilustración comienza en 1992, realizando un trabajo para "Cuentos de Lugares Encantados", de Ediciones Ekaré, editorial venezolana creada en 1978, cuyo objetivo principal es producir libros de calidad que reflejen la cultura y paisajes venezolanos y latinoamericanos. 
En 1994 ilustra también, para Ediciones Ekaré, un cuento titulado "El Rey Mocho", con el que gana el premio “Los mejores libros del Banco del Libro”, el cual, posteriormente, se convierte en un clásico de la Colección Ponte Poronte.
Ha asistido a diversos seminarios internacionales sobre ilustración, organizados por el Banco del Libro de Caracas. En 1997 ilustra "Estaba el Señor Don Gato", para la colección Clave de sol, de Ekaré, posteriormente seleccionado y publicado para el programa SEP en México. Asimismo en 1997, ilustra la obra "El Libro de Oro de los Niños", también de Ediciones Ekaré, que obtiene el Premio a los mejores libros infantiles del Banco del Libro de ese año. En 1999 es incluida en una publicación bilingüe titulada Art Market que busca difundir el trabajo de los creadores y sus obras de arte en países como Colombia, Brasil, Argentina, e islas del Caribe, y en los Estados Unidos en California, Nueva York y Florida, así como también en Europa. El Catálogo The White Ravens 2006, publicación de la Biblioteca Internacional de la Juventud (International Jugendbibliothek) de Múnich, institución fundada en Alemania en 1949, incluye Criaturas fantásticas de América. En julio de 2003, formó parte de un taller de Ilustración Editorial, organizado por el Instituto Pro-Diseño, con la ilustradora inglesa Sara Fanelli, y en 2007 fue invitada como ilustradora al encuentro con IBBY, junto con destacadas personalidades del mundo de los libros infantiles y juveniles de Venezuela, previa selección del Premio Astrid Lindgren. En 2008, forma parte del Comité de evaluación de libros infantiles y juveniles del Banco del Libro en Caracas, comité en el que permanece trabajando de forma continua hasta 2017.
En el 2014, crea y desarrolla una colección de libros de información sobre plantas alimenticias, diseñado para niños y jóvenes.  Los libros, escritos e ilustrados por Carmen, son seleccionados y publicados por la Fundación Empresas Polar y el exitoso proyecto - junto con otros, en vías de desarrollo - continua hasta el presente.
En 2015, con la curaduría de Susana Benko, expone en una colectiva titulada Estructuras, Espacios y Torrentes en el Centro de Artes Integradas (CAI).  Esta muestra está constituida por cuatro artistas cuyas propuestas se unen en la conformación de espacios y la noción de estructura.
En el 2017, expone la serie “Espacios Blancos” en la sala GBG ARTS de Caracas (Contemporary Art Gallery), como parte del proyecto Pixeles.

## Reconocimientos - Pintura
- Primera Mención en Pintura, Salón Anual de Estudiantes, UCV, Facultad de Arquitectura y Urbanismo, Caracas, 1978.
- Segundo Premio en Pintura, Salón Anual de Estudiantes, UCV, Facultad de Arquitectura y Urbanismo, Caracas, 1979.
- Tercer Premio en Pintura, Salón Picasso, Panteón Nacional de Caracas, 1987.
- Segundo Premio en Pintura, III Salón Nacional de Fedecámaras, 1988.
- Mención Honorífica, VII Salón de Artes Plásticas Carlos Brandt, Ateneo de Miranda, 1997.
- Segunda Mención, VII Salón Nacional de Artes Visuales de Calabozo, Casa de la Cultura Francisco Lazo Martí, 1998.

## Premios - Ilustración
- "El Rey Mocho", Carmen Berenguer, ilustraciones Carmen Salvador, ISBN 978-84-937212-0-6. Premio Los Mejores del Banco del Libro, 1994.
- "El Libro de Oro de los Niños", recopilación Verónica Uribe, ilustraciones Carmen Salvador, ISBN 978-980-257-133-8. Premio Los Mejores del Banco del Libro, 1997.
- "La Casa Bonita" y "El Sol y El Agua", Premio Segundo Lugar Mejor Libro del Año 2000 a la Colección Cuentos Tradicionales.
- "Cuento Que Te Cuento", de Playco Editores. Catálogo VII Exposición producción editorial venezolana, Museo de la Estampa y el Diseño Carlos Cruz-Diez, ISBN980-6470-01-x.
- "Criaturas Fantásticas de América", Mercedes Franco, ilustraciones Carmen Salvador, ISBN 980-6437-57-8. Premio White Ravens 2006.

## Comentarios críticos
- En Tiempos detenidos, su primera exposición individual: "Carmen ha mostrado más de 37 piezas en pastel al óleo y óleo sobre tela.  Bien resuelto”. Columna RAS-GUÑOS, de El Nacional.
- “La temática que presentan sus obras refleja un mundo de contraste entre lo cotidiano y lo trascendental, cargando su trabajo de espiritualidad lírica”. Guía didáctica de la Fundación José Ángel Lamas.
- “La artista no ha llevado sus formas figurativas por las vías de la abstracción (en el sentido de ‘abstraer’), sino que las ha encubierto con otras ya abstractas”. Federica Palomero.
- “Carmen Salvador se dirige a lo esencial, diluyendo la forma en estructuras referenciales que evocan un ejercicio pictórico sobre la piel”. María Luz Cárdenas.
- “Carmen Salvador sustenta su trabajo en la creación de espacios que aparecen como fondo de la imagen al superponerle formas –estructuras–, a modo de ‘malla’ o ‘red’, de colores puros y contrastados que se distinguen por su apariencia orgánica, recordando colmenas”. Susana Benko.

## Exposiciones colectivas (pintura)
- XV Salón Anual de Estudiantes, Facultad de Arquitectura y Urbanismo, UCV, Caracas, 1978.
- XVI Salón Anual de Estudiantes, Facultad de Arquitectura y Urbanismo, UCV, Caracas, 1979.
- XLII Salón Arturo Michelena, Ateneo de Valencia, Valencia, Venezuela, 1984. I Salón Picasso, Instituto de Cooperación Iberoamericana, Caracas, 1987.
- II Salón Nacional de Fedecámaras, Caracas, 1988.
- Tres Versiones Contemporáneas, Galería Tito Salas, Caracas, 1989.
- Salón Conac del Encuentro Americano Espacios Cálidos, Ateneo de Caracas, exposición itinerante del Museo de Bellas Artes de Caracas, 1990.
- Bienal Nacional de Artes Plásticas, Sala Corpoandes, Museo de Mérida, Mérida, Venezuela, 1990.
- Museo Nacional de Bellas Artes, La Habana, diciembre de 1990.
- I Bienal Nacional de Artes Plásticas de Puerto La Cruz, Galería Municipal de Arte Moderno de Puerto La Cruz, estado Anzoátegui, agosto de 1991.
- XVI Salón de Arte de Aragua, Museo de Arte de Maracay, 1991.
- Arte para la Vida, Galería Euroamericana, Caracas, 1991.
- Museo de Bellas Artes, Santiago de Chile, noviembre de 1991.
- Salón Conac del Encuentro Americano, Viena, París, Suecia, 1992.
- I Salón NacionaI de la Gráfica en la Filatelia, Sala Ipostel, Museo de Arte Contemporáneo de Caracas Sofía Imber, 1992.
- Galería Praxis, Buenos Aires, mayo-junio de 1992.
- Galería Carré D’Or, París, septiembre-octubre de 1992.
- Centro Cultural Jacques Prevert, Harnes (Lille), Francia, octubre-noviembre de 1992.
- Centro Cultural de la Visitación, Perigeaux, Francia, noviembre-diciembre de 1992.
- Casa de la América Latina, Bruselas, junio-julio de 1993. LIII Salón de Artes Visuales Arturo Michelena, Ateneo de Valencia, Valencia, Venezuela, 1995.
- XXI Salón Nacional de Arte de Aragua, Museo de Arte Contemporáneo de Maracay, 1996.
- VII Salón de Artes Plásticas Carlos Brandt, Ateneo de Miranda, 1997.
- IV Bienal Nacional de Artes Plásticas de Puerto La Cruz, Galería Municipal de Arte Moderno, 1997.
- VII Salón Nacional de Artes Visuales Francisco Lazo Martí, Calabozo, estado Guárico, 1998.
- Exposición Colectiva de Artistas Contemporáneos, Grupo LI, Altamira, Caracas, 1999.
- II Mega exposición, Museo Carlos Cruz-Diez, Caracas, 2005. Exposición de Arte Moderno y Contemporáneo en la Galería de Arte Odalys, Subasta 195, Caracas, 17 de julio de 2011. Galería de Arte Odalys, Subasta 202, Tercera Subasta de la AVAP a beneficio de los artistas plásticos venezolanos, Caracas, 14 al 24 de marzo de 2012.
- Lanzamiento Revista Ojo 26, 18 artistas venezolanos exponen sus obras en la Galería Tres y Tres, Calle California, Las Mercedes, Caracas, 2014.
- Estructuras, Espacios y Torrentes, Centro de Artes Integradas (CAI), Sala William Werner, Caracas, junio de 2015.
- Exposición Colectiva Píxeles, Galería de Arte GBG ARTS, Contemporary Art Gallery, Caracas, 2017-2018.

## Exposiciones individuales (pintura)
- Tiempos Detenidos, Sala Carlos Raúl Villanueva, Facultad de Arquitectura y Urbanismo, UCV, Caracas, 1980. Espacios de Color, Galería Euroamericana, Las Mercedes, Caracas, 1994.
- Exposiciones en el área de ilustración
- Salón Cantv de Ilustradores Infantiles 1992, Sala de Exposiciones, Caracas.
- Libros para un Mundo Mejor, Sala de Exposiciones Centro Cultural Corp Group, Caracas, 1999.
- Quienes Somos, Exposición Museo de Ciencias, Caracas, 2001.
- 3.er Encuentro Internacional con la Literatura Infantil y Juvenil en Venezuela. Exposición de ilustradores en homenaje a Velia Bosch. Sala Alternativa, Centro Cultural Eladio Alemán Sucre, Valencia, Venezuela, noviembre de 2008.
- 4.º Encuentro Internacional con la Literatura Infantil y Juvenil en Venezuela. Homenaje a Orlando Araujo, Universidad de Carabobo, Auditorio Facultad de Ciencias de la Educación, diciembre de 2009.
- Parque de Papel. Exposición Itinerante de Ilustradores Infantiles. Sala Rómulo Gallegos, Centro de Estudios Latinoamericanos Celarg, Caracas, marzo de 2012.

## Libros ilustrados publicados
- "Cuentos de Lugares Encantados", Ediciones Ekaré, 1992. "El Rey Mocho", Ediciones Ekaré, 1994.
- "Estaba el Señor Don Gato", Ediciones Ekaré, 1997.
- "El Libro De Oro De Los Niños", Ediciones Ekaré, 1997.
- "El Gallo de Boda", "Busca Que Te Busca", "El Sol y El Agua" y "La Casa Bonita", Playco Editores, 2000. Colección de cuentos de la "tradición oral universal
- "Cuento Que Te cuento", de Josefina Urdaneta.
- "Cuentos Para Gatos", de Mercedes Franco, Playco Editores, 2001.
- "Criaturas Fantásticas de América", de Mercedes Franco, Playco Editores, 2005.
- "La Gran Montaña", de José Antonio Delgado, Proyecto Cumbre / Ediciones Ekaré, 2006.
- "Así Somos. Tradiciones Venezolanas", de Mercedes Franco, Ediciones B, 2007.
- "Valores Para Vivir", Cadena Capriles, 2007. "Noninoni", de Rosario Anzola, Alfaguara Infantil, 2007.
- "Luna, Luna, No Te Duermas", Monte Ávila Editores, 2008.
- "El Tigre y El Conejo", Monte Ávila Editores, 2008.
- "El Viento", de Pedro Okura y Dieu Nhan, Editorial La Barca de la Luna, 2008.
- "A La Una La Luna", María Elena Maggi (comp.), Zaratán Producciones, 2008.
- "Descubro A Fritz Melbye", de María Elena Maggi, Banco Central de Venezuela, 2009.
- "El Pájaro Pintón y La Sopa Con Jabón", de Diana Abreu, Editorial Artemis, 2009.
- "El Árbol de Chocolate", de Pedro Parra Deleaud, Monte Ávila Editores, 2010.
- "Árboles Para Cuidar", de María Elena Maggi, Fundación Banco Provincial, 2010.
- "La Gran Barca", de Irene Vasco, Random House Mondadori, Colombia, 2010.
- "Mi Amiga del Tercer Piso", de Oscar Knox, Becuadro Editores, 2010.
- "Alirio Y El Río Infinito", de Mariano Pineda, Registro Gráfico ZR, 2014.
- "Garbancito", Loqueleo-Santillana Venezuela / Alfaguara Infantil, 2015.
- "Enredos De circo y Otros Relatos En Verso", de Elizabeth Conde, Planeta Lector, 2015.
- "Hay Un Genio En La Botella", Registro Gráfico ZR, 2016.
- "Lili y La Sopa De Nombres", de Milena Rojas Ramírez, Loqueleo-Santillana Costa Rica, 2016.
- "El Pájaro Pintón y La Caja de Cartón", de Diana Abreu, Editorial Artemis, 2017.
- "Y Los Llamaba Bichos", Registro Gráfico ZR, Caracas, 2017.
- "Cuéntame Maíz", Fundación Empresas Polar, 2014.
- "Cuéntame Cebada", Fundación Empresas Polar, 2015.
- "Cuéntame Arroz", Fundación Empresas Polar, 2017.

## Experiencia docente en ilustración
- La Experiencia de Ilustrar: el proceso de hacer un libro.
- Talleres para jóvenes, padres y maestros, Banco del Libro, Caracas, 1998.
- Taller de Creatividad para Niños (en el marco de la exposición Libros para un Mundo Mejor), Ediciones Ekaré, Centro Cultural Corp Group, Caracas, 1999.
- El proceso de hacer un libro ilustrado, Colegio Internacional de Caracas, 2000.
- Taller de Ilustración sobre el proceso de hacer un libro ilustrado. Convenio con la Alcaldía de Chacao / Banco del Libro, Caracas, 2001.
- La creación de un personaje y el proceso de hacer un libro ilustrado, Colegio Hebraica, Caracas, años 2000 y 2003.
- Taller de Ilustración Infantil, II Feria Internacional del Libro de Venezuela (Banco del Libro), Pabellón Infantil, Parque del Este, Caracas, noviembre de 2006.
- 1, 2, 3 Este sábado es. Taller en el Banco del Libro, con las ilustraciones de La gran montaña, Caracas, septiembre de 2006-2007.